# Сорокин, Виктор Петрович
Виктор Петрович Сорокин (1908 — 1983) — участник строительства автозавода ГАЗ, один из инициаторов стахановского движения.
Родился 14 марта 1908 года в станице Ярославская (сейчас — Краснодарский край) в семье учителя.
Учился в школе в станице Белореченской, затем в Армавире, где окончил в 1925 г. школу № 1 второй ступени. Работал разнорабочим на нефтескладе, в столярной мастерской при школе № 1 сначала учеником, а затем столяром и токарем по дереву.
В 1927 г. окончил Армавирский промышленно-экономический техникум, химическое отделение. Работал на разных работах.
В мае 1930 г. по комсомольскому направлению приехал на строительство Горьковского автозавода, работал арматурщиком. В том же году в ноябре призван в РККА, после вступления в партию — политрук батареи.
В январе 1933 г. вернулся на Автозавод, освоил токарно-расточный станок «СИП», работал токарем-расточником инструментального цеха, бригадиром комсомольско-молодёжной бригады.
В 1934 году награждён орденом Ленина (на тот момент — высшая государственная награда). В том же году избран секретарём заводского, затем районного комитета комсомола.
В конце 1937 года отозван в ЦК ВЛКСМ и назначен заведующим отделом рабочей молодежи, избран членом Бюро ЦК ВЛКСМ.
Арестован 5 декабря 1938 года, 15 августа 1939 года приговорен за «участие в контрреволюционной организации» (по делу Косарева) к ИТЛ на 8 лет. Наказание отбывал на Колыме до сентября 1945 г., получив снижение срока 1 год и 3 месяца за отличную работу в забое.
С сентября 1945 по август 1947 г. работал в Тенькинском Горнопромышленном Управлении поселка Усть-Омчуг техником-химиком, токарем-расточником, мастером механического цеха. С сентября 1947 по сентябрь 1954 г. - в Магадане на Авторемонтном заводе в механическом цехе токарем-расточником, мастером, старшим мастером и заведующим планово-распределительного бюро цеха.
Полностью реабилитирован Военной коллегией Верховного Суда СССР 6 ноября 1954 г., восстановлен в партии.
В марте 1956 г. вернулся в Горький на автозавод, работал заместителем начальника прессового корпуса завода (до 1963 г.), а потом до выхода на пенсию в октябре 1972 г. — заместителем начальника экспериментального учебного цеха.
Умер 17 июля 1983 года.